# 如意寺 (群馬県みなかみ町)
如意寺（にょいじ）は、群馬県利根郡みなかみ町にある曹洞宗の寺院。

## 歴史
室町時代中期、如意姫の開基である。如意姫は名胡桃城の城主「三郎景冬」の姉である。才色兼備の美女であり、京に赴き後宮に入った。そして後花園天皇の寵愛を受け、天皇の子を身籠ったが、女房（女官）らの嫉妬に耐えかねて、1458年（長禄2年）に帰郷し、男児を産んだ。皇子が誕生したことで、母の如意姫はたいそう喜んだが、1462年（寛正3年）に、3歳でこの世を去った。如意姫は出家して庵を結び、皇子の菩提を弔うことになった。これが当寺の由来である。
1531年（享禄4年）、月夜野の玉泉寺第6世住職の行芝継善が当寺を中興した。行芝継善は曹洞宗の僧侶であり、当寺も曹洞宗の寺院となった。
1944年（昭和19年）より、学童疎開の一環として、東京都板橋区の志村第三国民学校（現・板橋区立志村第三中学校）の児童を受け入れた。

## 文化財
- 上杉謙信の供養塔（みなかみ町指定重要文化財 昭和45年4月1日指定）[3]
- 如意寺の天井絵（みなかみ町指定重要文化財 平成28年3月17日指定）[3]

## 交通アクセス
- 路線バス黒岩八景停留所より徒歩35分。